# Hôpital de l'amitié sino-guinéenne
L'Hôpital de l'amitié sino-guinéenne (HASIGUI) est un hôpital de Conakry en république de Guinée, construit en 2010.

## Emplacement
L'Hôpital de l'amitié sino-guinéenne est situé à Kipé dans la commune de Ratoma.

## Histoire

### Listes des directeurs
| N° | Nom et prénoms              | Périodes                           |
| -- | --------------------------- | ---------------------------------- |
| 1  | Fodé Ibrahima Kandia Camara | 2010 à 2020                        |
| 2  | Dr Sandy Kona Tolno         | 10 juillet 2020 au 24 février 2022 |
| 3  | DrMohamed Diané             | Depuis le 24 février 2022          |

## Collaboration
Depuis sa construction elle collabore avec des scientifiques de la chine qui est a sa 29e promotion.

## Dans la culture

### littérature
- 2022 : L'hôpital de l'amitié sino-guinéenne : mes 10 années de premier directeur à l'Hasigui par Fodé Ibrahima Kandia Camara aux éditions L'Harmattan Guinée[4].

## Galerie

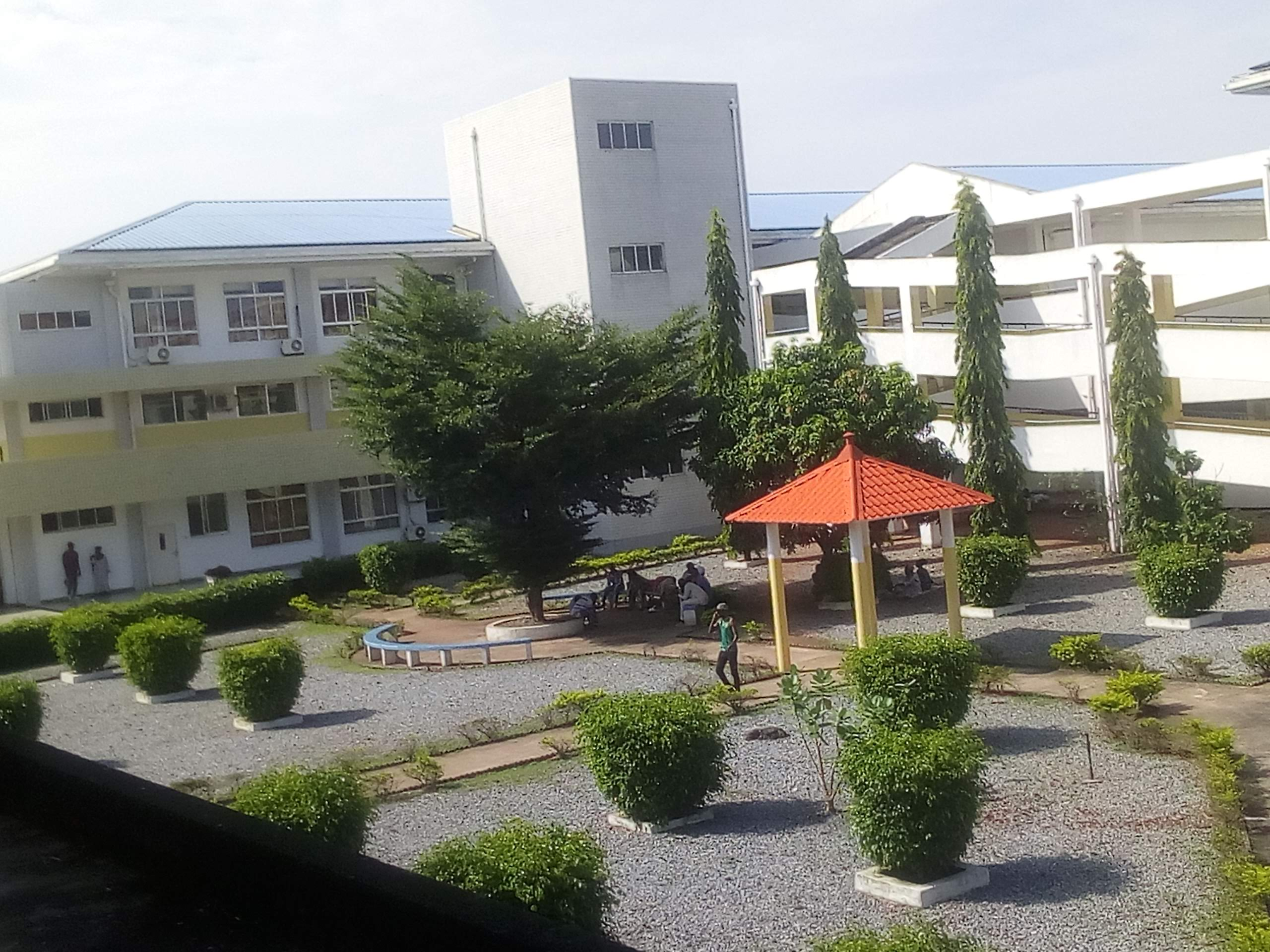
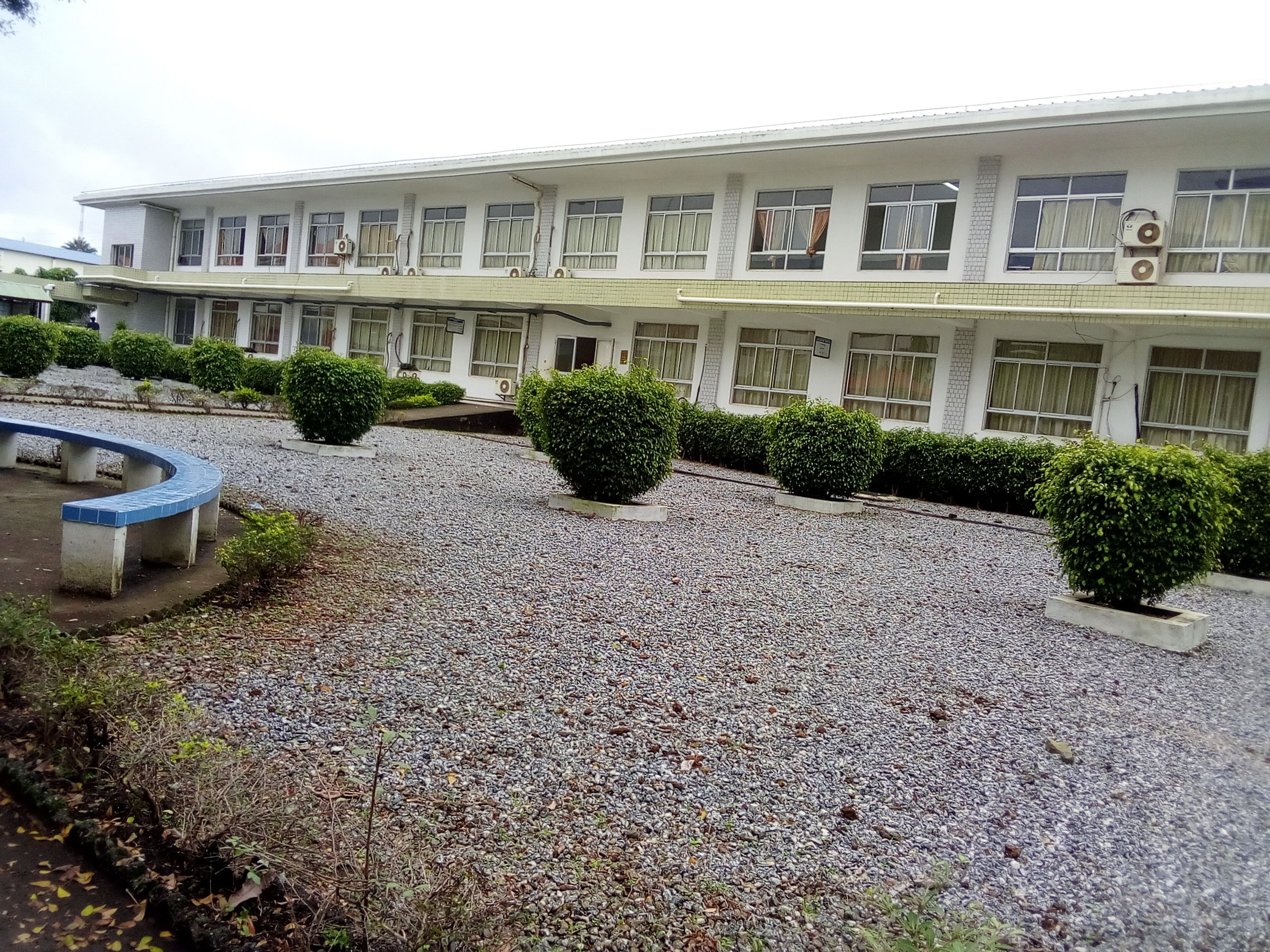
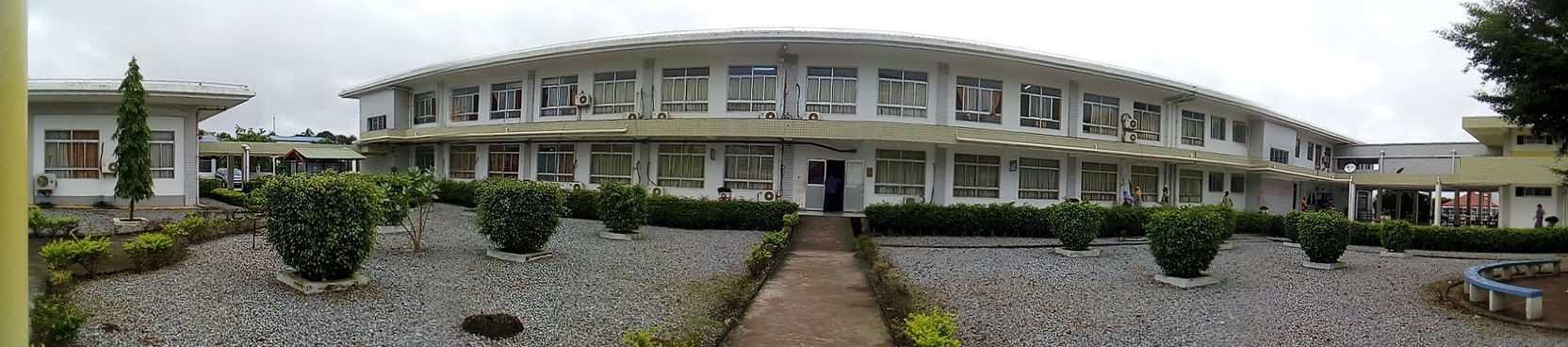